# Elio Giovanni Greselin
Elio Giovanni Greselin SCJ (ur. 15 listopada 1938 w Tretto di Venza) – włoski duchowny rzymskokatolicki posługujący w Mozambiku, sercanin, w latach 2009-2015 biskup Lichinga.

## Życiorys
Święcenia kapłańskie przyjął 23 czerwca 1965 w zgromadzeniu sercanów. Po święceniach i kursie przygotowawczym wyjechał na misje do Mozambiku i pracował w jednym z niższych seminariów. W latach 1975–1990 był wykładowcą zakonnego seminarium w Bolonii, zaś w następnych latach ponownie pracował w Mozambiku, pełniąc funkcje m.in. mistrza nowicjatu i prowincjała.
30 grudnia 2008 został prekonizowany biskupem Lichinga. Sakrę biskupią otrzymał 22 marca 2009. 8 lutego 2015 przeszedł na emeryturę.